# La Gafa
La Gafa és un edifici de la Coma i la Pedra (Solsonès) inclosa a l'Inventari del Patrimoni Arquitectònic de Catalunya.

## Descripció
De la farga original no es conserva gairebé res. El lloc està ocupat per una de les primeres fàbriques tèxtils de la comarca, situada al peu del Cardener, pocs metres després del seu naixement, per tal d'aprofitar la força motriu de l'aigua.
La fàbrica és un dels molts exemples de construcció industrial del segle xix, sense cap pretensió artística, i bàsicament funcional. És una gran nau de planta rectangular, coberta a doble vessant i amb el carener perpendicular a la façana principal a migdia. Hi ha obertures rectangulars i quadrades simètriques a les façanes, per tal d'il·luminar les naus interiors en cada un dels seus pisos.

## Història
La Gafa és una antiga farga que es nodria encara a finals del segle xviii del mineral de ferro i del bosc de la serra de Port del Comte. Més tard, aquesta farga es convertí en una fàbrica tèxtil i alhora colònia, justament a l'aiguabarreig dels rius Cardener i Mossoll (890 metres d'altitud). Actualment, hi ha la central elèctrica de la Gafa. Aquesta antiga farga, agafa el topònim de la peça de ferro que porta aquest nom.